# Jauhienij Szykauka
Jauhienij Iharawicz Szykauka (biał. Яўгеній Ігаравіч  Шыкаўка, ros. Евгений Игоревич Шикавка, Jewgienij Igoriewicz Szykawka; ur. 15 października 1992 w Mińsku) – białoruski piłkarz, występujący na pozycji środkowego napastnika w polskim klubie Zagłębie Sosnowiec i reprezentacji Białorusi. Wychowanek BATE Borysów.